# 月迷風影
「月迷風影」（げつめいふうえい）は有坂美香が2002年に発売したシングルである。

## 解説
テレビアニメ「十二国記」のエンディング主題歌としてリリースされた。
c/wの「十二幻夢曲 -孤月蒼夜-」は「十二国記」のメインテーマに歌詞をつけたもので、グランドエンディング主題歌としてオンエアーされた。

## 収録曲
1. 月迷風影
作詞：北川恵子、作曲・編曲：吉良知彦
2. 十二幻夢曲 -孤月蒼夜-
作詞：北川恵子、作曲・編曲：梁邦彦
曲名の後半の読みは、「こげつそうや」。
3. 月迷風影 (Original Karaoke)
4. 十二幻夢曲 -孤月蒼夜- (Original Karaoke)